# Bergambacht
Bergambacht (dân số: 9.280 năm 2004) là một đô thị ở phía tây Hà Lan, ở tỉnh Zuid-Holland. Đô thị này có diện tích 38,05 km² (14,69 mile²) trong đó có 2,96 km² (1,14 mile²) là mặt nước.
Đô thị Bergambacht có các cộng đồng: Ammerstol và Berkenwoude, là các đô thị được sáp nhập với nhau thành Bergambacht năm 1985.

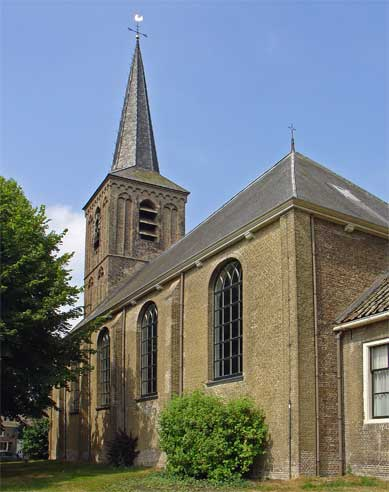
Nhà thờ Bergambacht